# Павлов, Павел (борец)
Павел Страхилов Павлов (болг. Павел Страхилов Павлов ; 9 июня 1953, Костинброд, Болгария) — болгарский борец греко-римского стиля, призёр Олимпийских игр, призёр чемпионата мира и Европы.

## Биография
В 1976 году был третьим на Гран-при Германии. В 1977 году был пятым. В 1979 году на чемпионате мира занял третье место. В 1980 году был третьим на Гран-при Германии и так же был третьим на чемпионате Европы.
На Летних Олимпийских играх 1980 года в Москве боролся в среднем весе (до 82 килограммов). Регламент турнира оставался прежним, с начислением штрафных баллов; за чистую победу штрафные баллы не начислялись, за победу с явным преимуществом начислялось 0,5 штрафных балла, за победу по очкам 1 балл, за поражение с явным преимуществом соперника 3,5 балла и за чистое поражение 4 балла. Как и прежде, борец, набравший 6 штрафных баллов, из турнира выбывал. Титул оспаривали 12 борцов.
Павел Павлов показательно провёл предварительные встречи, три первые закончив досрочно и выйдя в финал на первом месте. Однако обе финальные встречи проиграл: за первое место Геннадию Корбану, а во встрече за серебряную медаль Яну Долговичу.
| Выступление на Олимпийских играх 1980 года | Выступление на Олимпийских играх 1980 года | Выступление на Олимпийских играх 1980 года | Выступление на Олимпийских играх 1980 года | Выступление на Олимпийских играх 1980 года | Выступление на Олимпийских играх 1980 года | Выступление на Олимпийских играх 1980 года | Выступление на Олимпийских играх 1980 года |
| Круг                                       | Соперник                                   | Страна                                     | Результат                                  | Счёт                                       | Баллы                                      | Всего баллов                               | Время схватки                              |
| ------------------------------------------ | ------------------------------------------ | ------------------------------------------ | ------------------------------------------ | ------------------------------------------ | ------------------------------------------ | ------------------------------------------ | ------------------------------------------ |
| 1                                          | Адуучийн Баатархүү                         | Монголия                                   | Победа                                     | Туше                                       | 0                                          | 0                                          | 3:48                                       |
| 2                                          | Детлеф Кюн                                 | Германская Демократическая Республика      | Победа                                     | Туше                                       | 0                                          | 0                                          | 5:42                                       |
| 3                                          | Михай Тома                                 | Венгрия                                    | Победа                                     | Дисквалификация                            | 0                                          | 0                                          | 8:01                                       |
| 4                                          | Лейф Андерссон                             | Швеция                                     | Победа                                     | 4-3                                        | -1                                         | -1                                         | 9:00                                       |
| Финал (встреча 1)                          | Геннадий Корбан                            | Союз Советских Социалистических Республик  | Поражение                                  | 7-13                                       |                                            |                                            | 9:00                                       |
| Финал (встреча 2)                          | Ян Долгович                                | Польша                                     | Поражение                                  | Туше                                       |                                            |                                            | 1:28                                       |

В 1981 году снова был третьим на чемпионате Европы.
После окончания карьеры вёл тренерскую деятельность. Директор спортивного клуба «Белица». Также ведёт политическую деятельность, член партии ГЕРБ, депутат местного самоуправления Костинброда.